# Adelomorpha
Adelomorpha é um gênero de traça pertencente à família Agonoxenidae.